# ألونسو إسكوبوزا
ألونسو إسكوبوزا (بالإسبانية: Alonso Escoboza)‏ (22 يناير 1993 في المكسيك - ) هو لاعب كرة قدم مكسيكي في مركز الوسط. شارك مع منتخب المكسيك تحت 20 سنة لكرة القدم ومنتخب المكسيك لكرة القدم. أما مع النوادي، فقد لعب مع سانتوس لاغونا ونادي تيخوانا ونادي نيكاكسا.

## وصلات خارجية
- ألونسو إسكوبوزا على موقع الاتحاد الدولي (مؤرشف)  (الإنجليزية)
- ألونسو إسكوبوزا على موقع إي إس بي إن إف سي (الإنجليزية)
- ألونسو إسكوبوزا على موقع قاعدة بيانات كرة القدم.إي يو (الإنجليزية)
- ألونسو إسكوبوزا على موقع ناشيونال فوتبول تيمز (الإنجليزية)
- ألونسو إسكوبوزا على موقع Soccerbase.com (لاعب) (الإنجليزية)
- ألونسو إسكوبوزا على موقع Soccerway.com (الإنجليزية)
- ألونسو إسكوبوزا على موقع AS.com (الإسبانية)